# محوطه النگدره

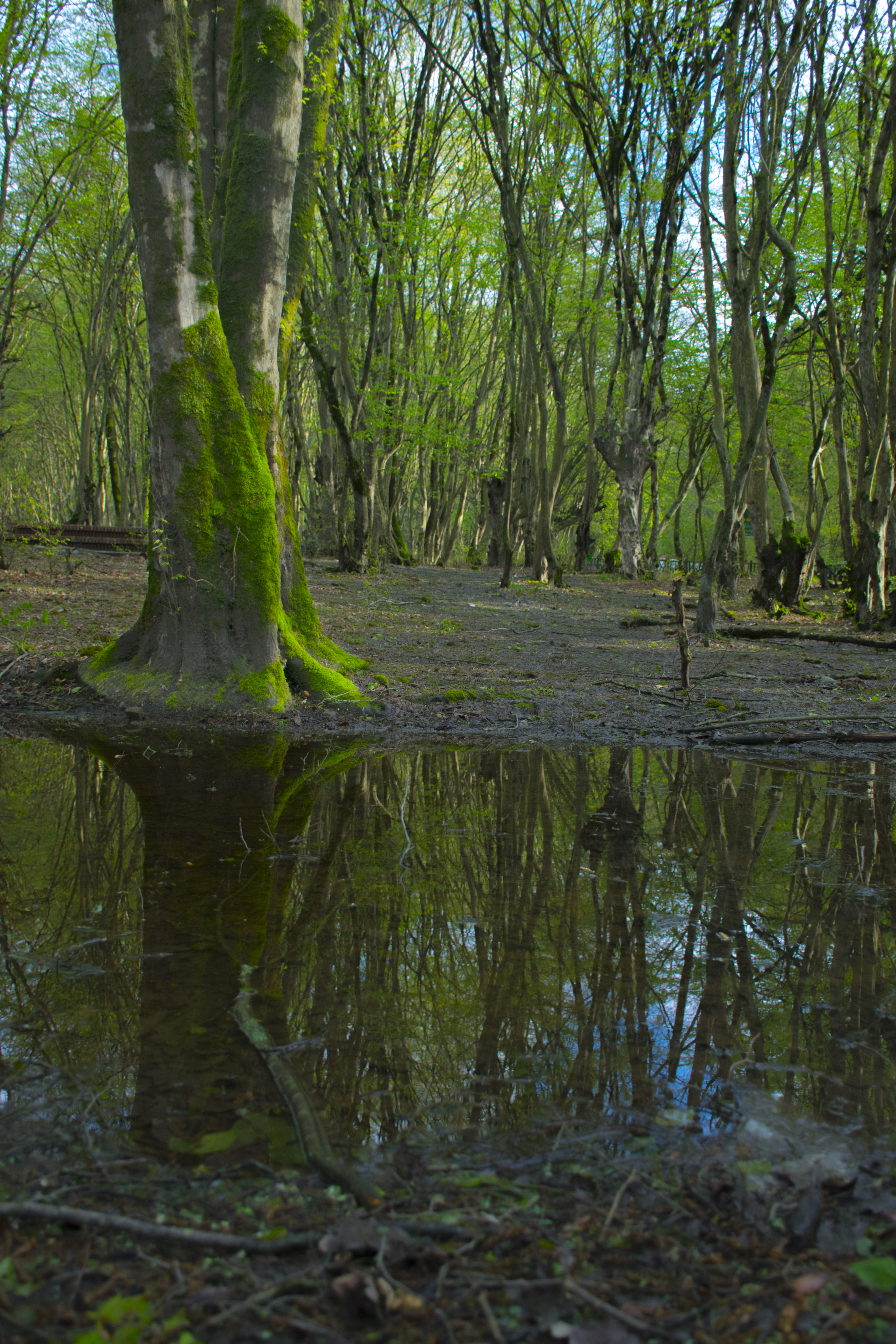

محوطه النگدره مربوط به دوران‌های تاریخی پس از اسلام است و در شهرستان گرگان، بخش مرکزی، شمال پارک جنگلی النگدره واقع شده و این اثر در تاریخ ۱۰ بهمن ۱۳۸۳ با شمارهٔ ثبت ۱۱۲۹۲ به‌عنوان یکی از آثار ملی ایران به ثبت رسیده است.